# Nagy Magyarok Élete
A Nagy magyarok élete egy népszerűsítő jellegű magyar életrajzi könyvsorozat volt, írója Benedek Elek. A sorozat kötetei a következők voltak:
- I. köt. Attila. Árpád. Szent István. Szent László. Könyves Kálmán. IV. Béla. (152 l.)
- II. köt. Nagy Lajos. Hunyadi János. Mátyás király. (137 l.)
- III. köt. Werbőczi István. Zrinyi Miklós, a szigetvári hős. Tinódi Lantos Sebestyén. Balassa Bálint. Báthory István. (135 l.) 1906.
- IV. köt. Bocskay István. Bethlen Gábor. Pázmány Péter. Szenczi Molnár Albert. Apáczai Csere János. (114 l.) 1906.
- V. köt. Zrinyi Miklós (a költő és hadvezér). Thököly Imre. (140 l.) 1906.
- VI. köt. II. Rákóczi Ferenc. Zágoni Mikes Kelemen. (154 l.) 1906.
- VII. köt. Bessenyei György. Révai Miklós. Kazinczy Ferenc. Gvadányi József. (139 l.) 1907.
- VIII. köt. Csokonai Vitéz Mihály. Kisfaludy Sándor. Kőrösi Csoma Sándor. (135 l.) 1907.
- IX. köt. Berzsenyi Dániel. Kölcsey Ferenc. Kisfaludy Károly, Katona József. (145 l.) 1907.
- X. köt. Széchenyi István. (181 l.) 1907.
- XI. köt. Wesselényi Miklós/Fáy András. (112 l.) 1910.
- XII. köt. Vörösmarty Mihály/Bolyay Farkas/Jósika Miklós báró/Batthyány Lajos gróf/Kemény Zsigmond báró. (146 l.) 1910.

Később, külön jelent meg még egy kötet Benedek Elektől ugyanilyen címmel:
- (XIII.) Nagy magyarok élete. Bp., 1913–1914. Athenaeum. Toldy Ferenc, Horváth Mihály, Eötvös József báró, Arany János. 125 [1] l.

A sorozatnak formahű fakszimile kiadása nincs, azonban azonos címmel egyes részeit az 1990-es években a Holnap Kiadó Kft., a 2000-es évek az Anno Kiadó, és az Unikornis Kiadó újra kiadta. Ezektől eltérően az egész sorozatot közölte újra – ugyancsak nem formahű kiadásban – a Videopont Kiadó is 1996-ban két vaskos kötetben.